# Täuferbrücke

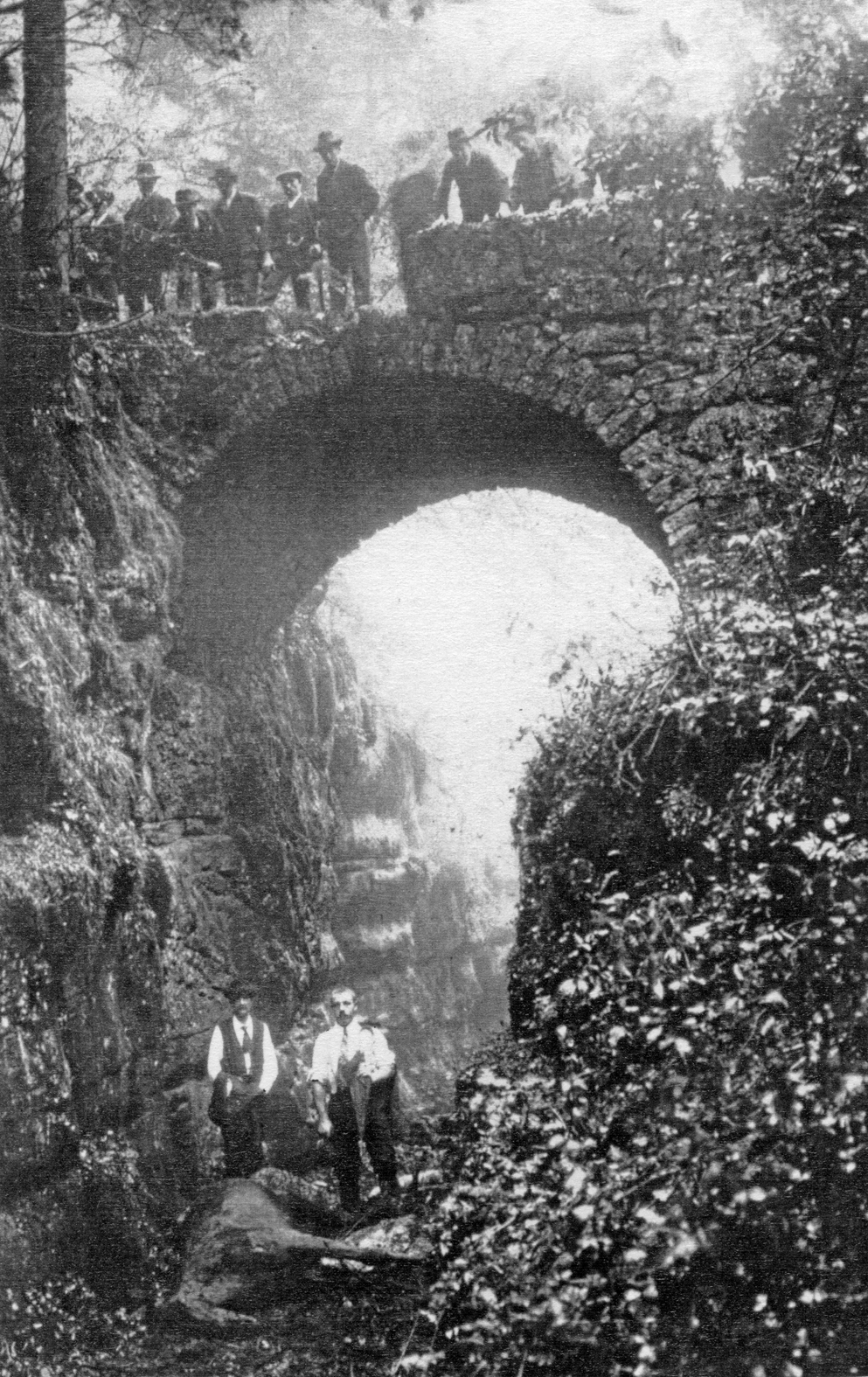
Täuferbrücke, Aufnahme von 1918

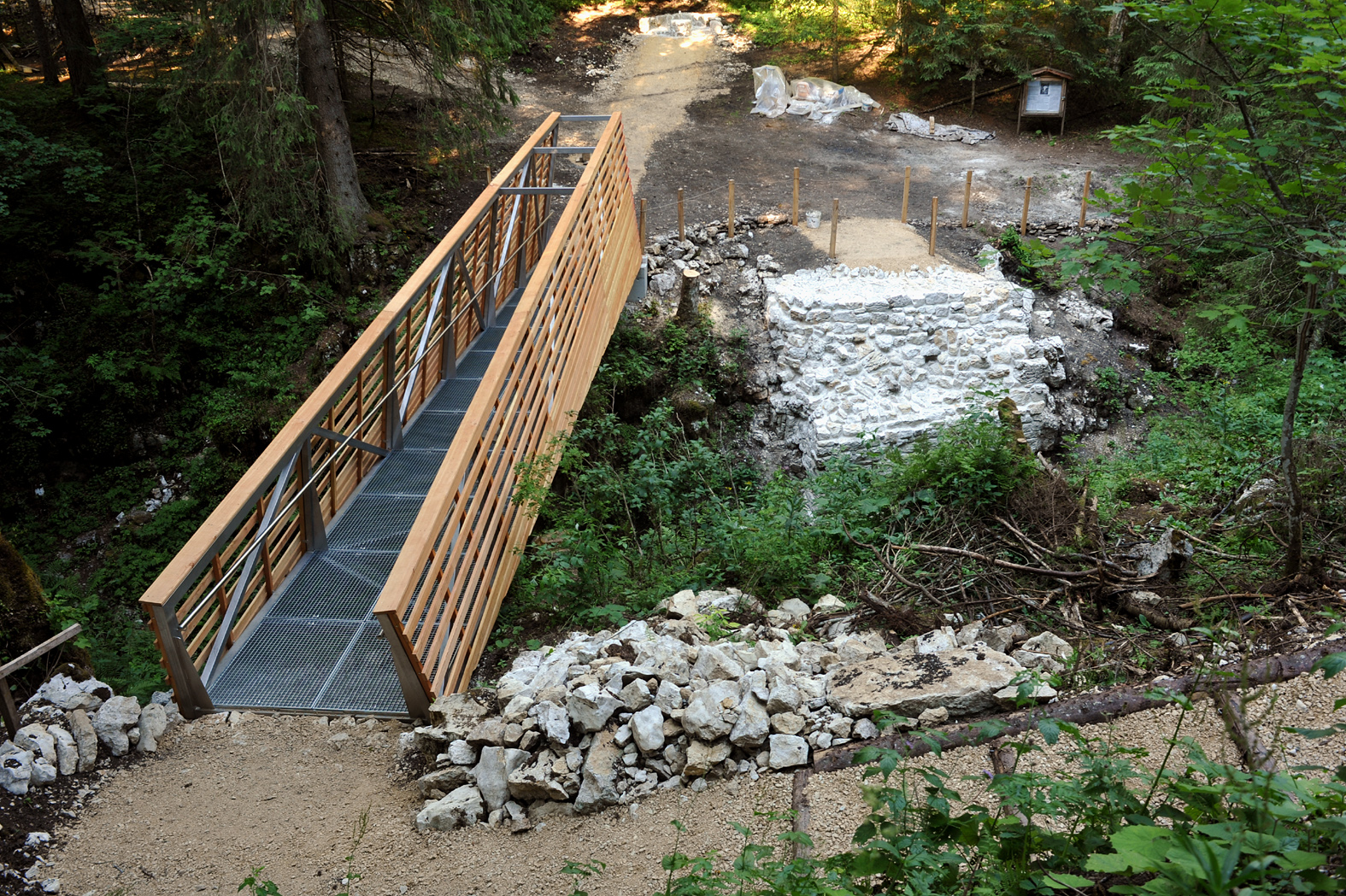
Gesicherte Brückenreste und neuer Fussgängersteg

Die Täuferbrücke (französisch Pont des Anabaptistes) war eine Brücke über das obere Ende der Combe du Bez südlich von Corgémont im Berner Jura. Die Brücke war Teil einer Verbindungsstrasse, welche die Geländeterrasse von Les Boveresses im Osten mit derjenigen von Prés de Cortébert im Westen verband.

## Geschichte

Lage der Täuferbrücke am Täuferweg

Die Brücke wird erstmals 1755 erwähnt. Damals war sie noch aus Holz gebaut und musste alle 15 bis 20 Jahre erneuert werden. Da dies in der ersten Hälfte des 19. Jahrhunderts den Anforderungen nicht mehr genügte, wurde sie als Steinbrücke neu errichtet.
Diese in den 1830er Jahren erbaute Brücke war eine einbogige Strassenbrücke aus Naturstein und lag auf 1150 m ü. M. Ihre Höhe betrug rund 14 Meter über der Schlucht bei einer Länge von ungefähr 20 Metern. Die Fahrbahnbreite erreichte 2,5 Meter.
1918 ereignete sich ein spektakulärer Unfall, bei dem ein Reiter mit seinem Pferd von der Brücke in die Schlucht stürzte, da das Pferd gescheut hatte. Das Pferd musste wegen mehrerer Knochenbrüche getötet werden, der Reiter erlitt nur leichte Prellungen und kam mit dem Schrecken davon. Bei diesem Anlass entstand das einzige bis heute existierende Dokument der Brücke, die oben stehende Fotografie von 1918.
1924 stürzte die Brücke unter der Last eines Pferdefuhrwerks ein und man baute sie in der Folge nur noch mit Holz auf. Zwischen 1928 und 1932 wurde die Strasse durch die Combe du Bez ausgebaut. Mit dem anfallenden Aushub errichtete man oberhalb der zerfallenen Brücke einen Damm, auf dem die Strasse bis heute die Combe du Bez quert. Der Bez führt im Bereich der Brücke nur während der Schneeschmelze, nach Gewittern oder nach starken Regenfällen Wasser.
2010 wurden die Reste der Steinbrücke fixiert, damit sie nicht weiter zerfallen. Um den geschichtsträchtigen Ort etwas aus seiner Vergessenheit zu heben, wurde nördlich der alten Brücke ein Fussgängersteg montiert, welcher den Wanderweg abseits der Strasse über die Schlucht den kulturhistorischen Überresten entlangführt.

## Täufer

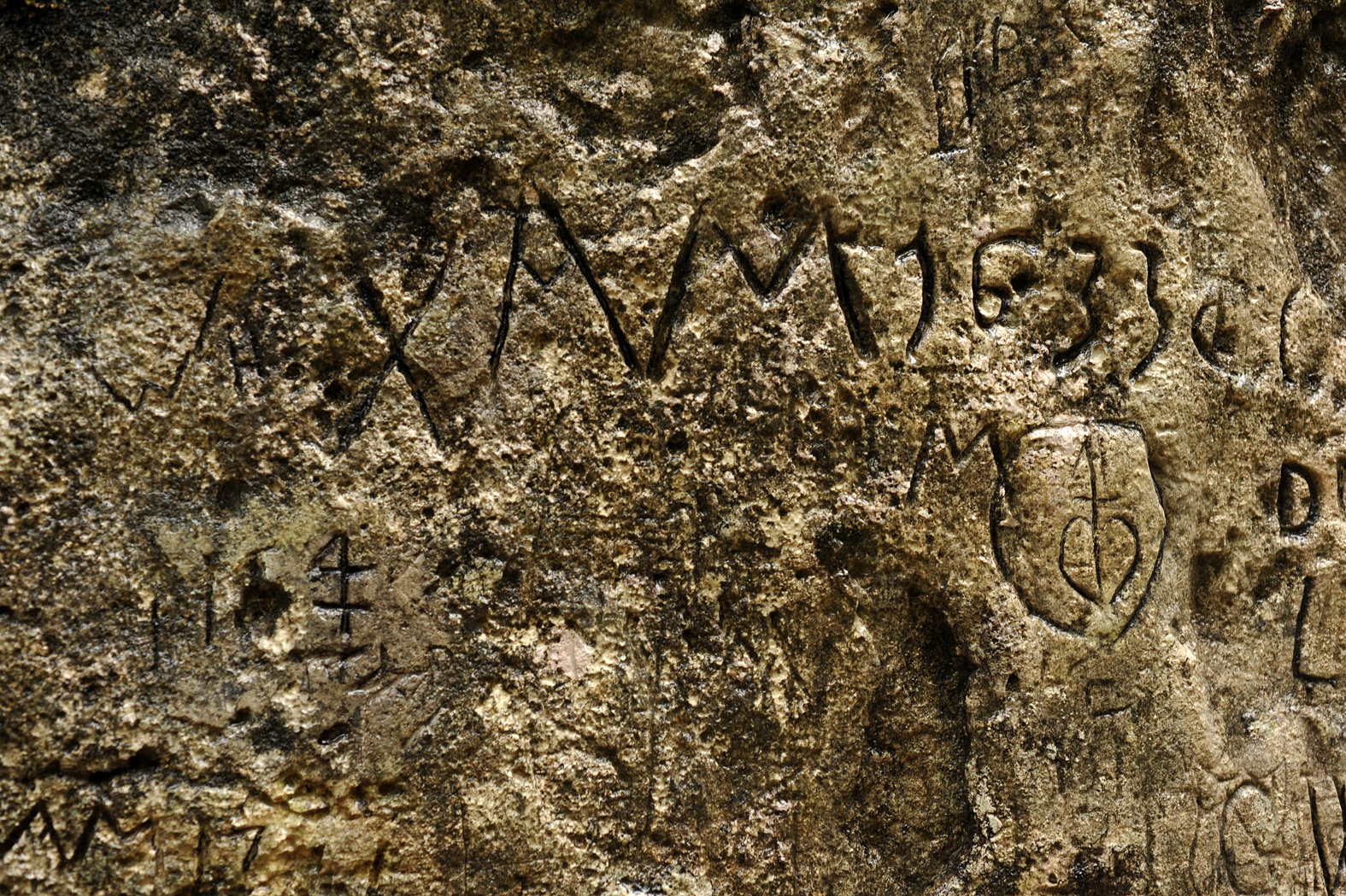
Älteste Inschrift von 1633

Neben ihrem Stellenwert als Bindeglied eines Verkehrswegs erlangte die Brücke vor allem Bedeutung als einer der geheimen Versammlungsorte der Täufer, welche ab 1528 von der Berner Regierung verfolgt wurden und denen der Bischof von Basel zugestand, in seinem Einflussbereich ausserhalb der Siedlungsgebiete im Tal zu siedeln. Aus dieser Zeit erhielt die Brücke ihren Namen. Der Platz hat als Begegnungsort für die Täufer bis in die heutige Zeit grosse Bedeutung.
Unter der Brücke in der Schlucht, die erst etwa 300 Meter unterhalb der Brücke wirklich steil abfällt, versammelten sich die Täufer zu weltlichen Anlässen und Gottesdiensten. In der westlichen Felswand eingraviert finden sich unzählige Inschriften, deren älteste von 1633 datiert.